# Youdunjie (köpinghuvudort i Kina, Jiangxi Sheng, lat 29,38, long 116,64)
Youdunjie är en köpinghuvudort i Kina. Den ligger i provinsen Jiangxi, i den sydöstra delen av landet, omkring 110 kilometer nordost om provinshuvudstaden Nanchang. Antalet invånare är 82 675. Befolkningen består av 39 872 kvinnor och 42 803 män. Barn under 15 år utgör 26,0 %, vuxna 15-64 år 66 %, och äldre över 65 år 7,0 %.
Runt Youdunjie är det ganska tätbefolkat, med 248 invånare per kvadratkilometer. Youdunjie är det största samhället i trakten. Trakten runt Youdunjie består till största delen av jordbruksmark.
Genomsnittlig årsnederbörd är 2 232 millimeter. Den regnigaste månaden är juni, med i genomsnitt 350 mm nederbörd, och den torraste är oktober, med 55 mm nederbörd.